# مجموعة فينيل
مجموعة الفينيل أو حلقة الفينيل، ويُكتب الفنيل أيضًا، في الكيمياء هي مجموعة فعالة لها الصيغة C6H5، تترتب فيها ذرات الكربون في شكل حلقي. وهذة الوحدة الكارهة للماء هي أحد الهيدروكربونات الأروماتية، ويمكن أن توجد في العديد من المركبات العضوية. يمكن عدُّ الفينيل من مشتقات مركب البنزين (ذي الصيغة الجزيئية: C6H6). أحد أبسط المركبات التي تحتوى على مجموعة الفينيل هو الفينول.
وغالبا ما يؤدى وجود مجموعة الفينيل لإزاحة قدرها 7 أجزاء في المليون في الرنيني النووي المغناطيسي .
مجموعة الفينيلين هي رسميا جذر-ثنائي للبنزين. فمثلا، البولي (بي-فينيلين) هو أحد البوليمرات، ووحداته البنائية مجموعة الفينيلين. مثال :3فينيل بنتان